# Johanna ter Steege

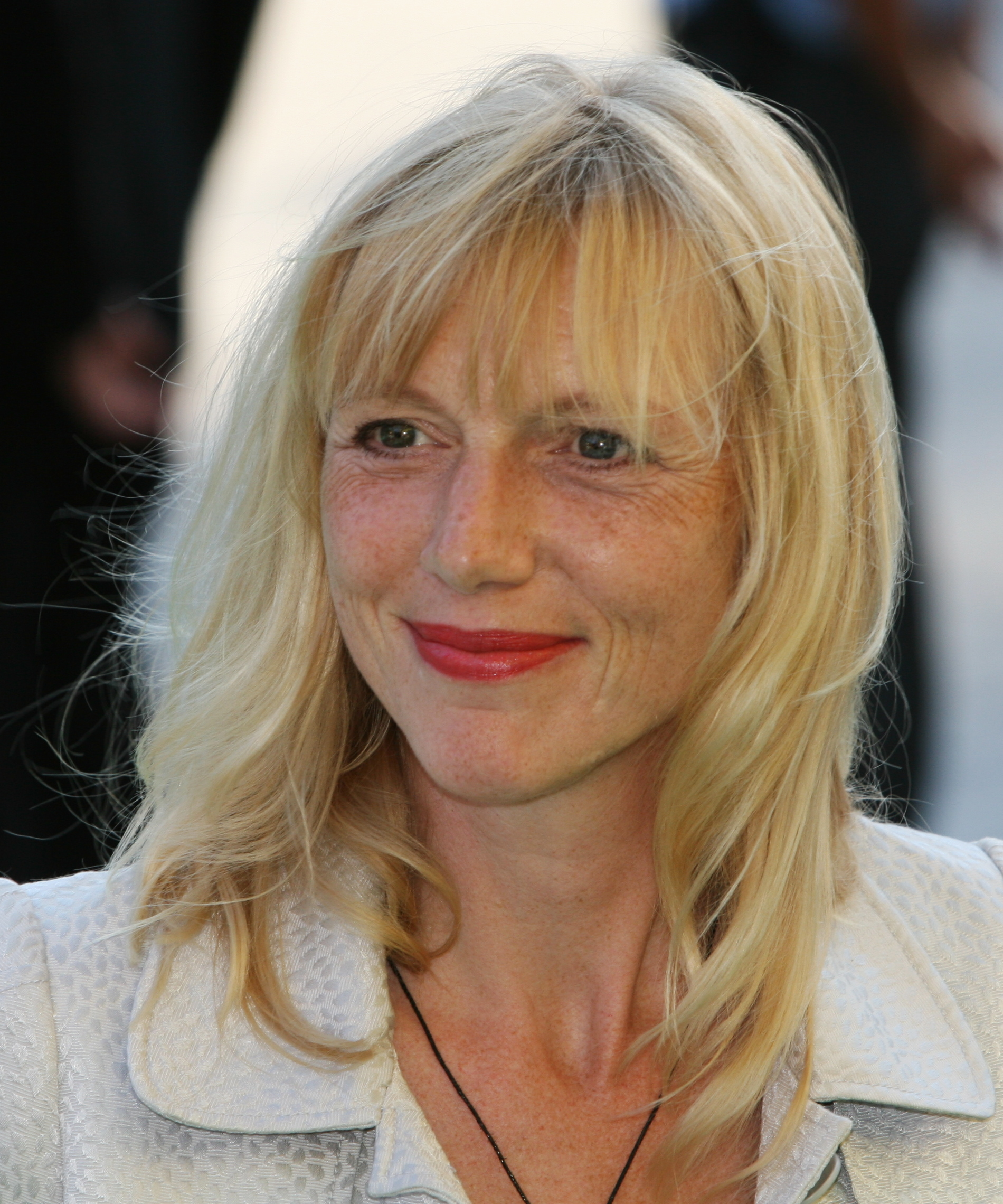
Johanna ter Steege (2008)

Johanna ter Steege (* 10. Mai 1961 in Wierden) ist eine niederländische Schauspielerin.

## Leben und Karriere
Johanna ter Steege begann ihre Laufbahn mit einem Studium an der Hochschule für dramatische Kunst in Kampen 1979 bis 1984 und wurde Schauspiellehrerin. Zur Bühnenschauspielerin wurde sie von 1984 bis 1988 an der Schauspielschule in Arnheim ausgebildet. Seit 1988 spielt sie regelmäßig in Filmen und gewann bereits für ihre erste Nebenrolle einen Felix. Es folgten danach auch die ersten internationalen Arbeiten. Sie spielte unter Regisseuren wie Robert Altman, István Szabó oder Bruce Beresford. Mitte der 1990er Jahre wurde sie von Stanley Kubrick für die Hauptrolle in seinem geplanten Auschwitz-Drama engagiert, das dann allerdings zurückgestellt wurde, nachdem Steven Spielberg seinen Film Schindlers Liste (1993) herausgebracht hatte. Die Arbeiten daran wurden nie wieder aufgenommen.
Ter Steege ist seit 1995 mit Jan Obbeek verheiratet und wurde 1998 Mutter einer Tochter, die bereits auch in Filmen mitwirkte.

## Filmografie (Auswahl)
- 1988: Spurlos verschwunden (Spoorloos); Regie: George Sluizer
- 1990: Vincent und Theo (Vincent & Theo); Regie: Robert Altman
- 1991: Ich hör’ nicht mehr die Gitarre (J’entends plus la guitare); Regie: Philippe Garrel
- 1991: Zauber der Venus (Meeting Venus); Regie: István Szabó
- 1992: Süße Emma, liebe Böbe (Édes Emma, drága Böbe – vázlatok, aktok); Regie: István Szabó
- 1993: Wenn Liebe entflammt (La Naissance de l’amour); Regie: Philippe Garrel
- 1994: Ludwig van B. – Meine unsterbliche Geliebte (Immortal Beloved); Regie: Bernard Rose
- 1995: Auf Wiedersehen (Tot Ziens); Regie: Heddy Honigmann
- 1996: Le Cœur fantôme; Regie: Philippe Garrel
- 1997: Für immer und immer; Regie: Hark Bohm
- 1997: Paradise Road; Regie: Bruce Beresford
- 1999: Rembrandt; Regie: Charles Matton
- 1999: Een vrouw van het noorden; Regie: Frans Weisz
- 2000: Mariken; Regie: André van Duren
- 2001: Passing Future – 3 Solo’s; Regie: Clara van Gool
- 2002: Das Jahr der ersten Küsse; Regie: Kai Wessel
- 2003: Weiter als der Mond (Verder dan de maan)
- 2004: Sergeant Pepper; Regie: Sandra Nettelbeck
- 2005: Fremd im eigenen Leben (Guernsey); Regie: Nanouk Leopold
- 2005: Een ander zijn geluk; Regie: Fien Troch
- 2007: Der indische Sommer (L’été indien); Regie: Alain Raoust
- 2007: Last Conversation; Regie: Noud Heerkens
- 2009: L’insurgée; Regie: Laurent Perreau
- 2010: Tirza; Regie: Rudolf van den Berg
- 2011: Isztambul; Regie: Ferenc Török
- 2012: Starke Mädchen weinen nicht (Achtste-groepers huilen niet); Regie: Dennis Bots
- 2012: Lilet Never Happened; Regie: Jacco Groen
- 2014: À la vie; Regie: Jean-Jacques Zilbermann
- 2015: Het mooiste wat er is; Regie: Danyael Sugawara
- 2016: History’s Future; Regie: Fiona Tan
- 2018: Was uns nicht umbringt; Regie: Sandra Nettelbeck
- 2018: Maya; Regie: Mia Hansen-Løve
- 2018: Gestern (Tegnap)
- 2020: De beentjes van Sint-Hildegard; Regie: Johan Nijenhuis

## Auszeichnungen
- 1988 – Europäischer Filmpreis Felix
- 1993 – Berlinale Kamera auf der Berlinale 1993
- 1995 – Spezialpreis auf dem Filmfestival Locarno
- 1996 – Spezialpreis auf dem Filmfestival Locarno